# Fluid no newtonià
Un fluid no newtonià és, en mecànica dels fluids, aquell fluid en què la viscositat varia amb la temperatura i la tensió tallant que s'hi aplica. Com a resultat, un fluid no newtonià no té un valor de viscositat definit i constant, a diferència d'un fluid newtonià. Encara que el concepte de viscositat s'utilitza habitualment per a caracteritzar un material, pot resultar inadequat per a descriure el comportament mecànic d'algunes substàncies, en concret, els fluids no newtonians. Aquests fluids es poden caracteritzar millor mitjançant altres propietats reològiques, propietats que tenen a veure amb la relació entre l'esforç i els tensors de tensions sota diferents condicions de flux, com ara condicions d'esforç tallant oscil·latori.
Un exemple barat i no tòxic de fluid no newtonià pot fer-se fàcilment afegint midó de blat de moro en una tassa d'aigua. S'afegeix el midó en petites proporcions i es remena lentament. Quan la suspensió s'acosta a la concentració crítica és quan les propietats d'aquest fluid no newtonià es fan evidents. L'aplicació d'una força amb la cullereta fa que el fluid es comporti de forma més semblant a un sòlid que a un líquid. Si es deixa en repòs, recupera el comportament com a líquid. S'investiga amb aquest tipus de fluids per a la fabricació d'armilles antibales, per la seva capacitat per a absorbir l'energia de l'impacte d'un projectil a alta velocitat, però que romanen flexibles si l'impacte es produeix a baixa velocitat.
Un exemple familiar d'un fluid amb el comportament contrari és la pintura. Es desitja que flueixi fàcilment quan s'aplica amb el pinzell i s'hi aplica una pressió, però una vegada dipositada sobre el llenç es desitja que no degoti.
Dins dels principals tipus de fluids no newtonians hi ha els següents:
| Tipus de fluid                            | Comportament        | Característiques | Exemples                                                                                |
| ----------------------------------------- | ------------------- | --- | --------------------------------------------------------------------------------------- |
| Plàstics                                  | Plàstic perfecte    | L'aplicació d'una deformació no comporta un esforç de resistència en sentit contrari                                                                        | Metalls dúctils un cop superat el límit elàstic                                         |
| Plàstics                                  | Plàstic de Bingham  | Relació lineal, o no lineal en alguns casos, entre l'esforç tallant i el gradient de deformació un cop s'ha superat un determinat valor de l'esforç tallant | Fang, alguns col·loides                                                                 |
| Plàstics                                  | Pseudoplàstic       | Fluids que es comporten com a pseudoplàstics a partir d'un determinat valor de l'esforç tallant                                                             | Fang, alguns col·loides                                                                 |
| Plàstics                                  | Dilatant            | Fluids que es comporten com dilatants a partir d'un determinat valor de l'esforç tallant                                                                    | Fang, alguns col·loides                                                                 |
| Fluids que segueixen la llei de potències | Pseudoplàstic       | La viscositat aparent se'n redueix amb el gradient de l'esforç tallant                                                                                      | Alguns col·loides, argila, llet, gelatina, sang                                         |
| Fluids que segueixen la llei de potències | Dilatant            | La viscositat aparent s'hi incrementa amb el gradient de l'esforç tallant                                                                                   | Solucions concentrades de sucre en aigua, suspensions de midó de blat de moro o d'arròs |
| Fluids viscoelàstics                      | Material de Maxwell | Combinació lineal en sèrie d'efectes elàstics i viscosos | Metalls, materials compostos                                                            |
| Fluids viscoelàstics                      | Fluid Oldroyd-B     | Combinació lineal de comportament com a fluid newtonià i com a material de Maxwell                                                                          | Betum, massa fornera, niló, plastilina                                                  |
| Fluids viscoelàstics                      | Material de Kelvin  | Combinació lineal en paral·lel d'efectes elàstics i viscosos                                                                                                | Betum, massa fornera, niló, plastilina                                                  |
| Fluids viscoelàstics                      | Plàstic             | Aquests materials sempre tornen a un estat de repòs predefinit                                                                                              | Betum, massa fornera, niló, plastilina                                                  |
| Fluids de viscositat dependent del temps  | Reopèctic           | La viscositat aparent s'incrementa amb la durada de l'esforç aplicat                                                                                        | Alguns lubricants                                                                       |
| Fluids de viscositat dependent del temps  | Tixotròpic          | La viscositat aparent decreix amb la durada d'esforç aplicat                                                                                                | Algunes varietats de mel, quètxup, algunes pintures antidegoteig.                       |